# Zminica
Zminica este un sat din comuna Žabljak, Muntenegru. Conform datelor de la recensământul din 2003, localitatea are 34 de locuitori (la recensământul din 1991 erau 25 de locuitori).

## Demografie
În satul Zminica locuiesc 26 de persoane adulte, iar vârsta medie a populației este de 39,7 de ani (34,0 la bărbați și 48,7 la femei). În localitate sunt 14 gospodării, iar numărul mediu de membri în gospodărie este de 2,43.
Populația localității este foarte eterogenă.
|  |

| Demografie | Demografie | Demografie |
| An         | Locuitori  | Locuitori  |
| ---------- | ---------- | ---------- |
|            |            |            |
|            |            |            |
|            |            |            |
|            |            |            |
| 1948       | 119        |            |
| 1953       | 98         |            |
| 1961       | 124        |            |
| 1971       | 86         |            |
| 1981       | 83         |            |
| 1991       | 25         | 25         |
| 2003       | 35         | 34         |

| \| Componența etnică conform recensământului din 2003[2] \| Componența etnică conform recensământului din 2003[2] \| Componența etnică conform recensământului din 2003[2] \| Componența etnică conform recensământului din 2003[2] \| Componența etnică conform recensământului din 2003[2] \| \| ----------------------------------------------------- \| ----------------------------------------------------- \| ----------------------------------------------------- \| ----------------------------------------------------- \| ----------------------------------------------------- \| \| \| \| \| \| \| \| Sârbi \| Sârbi \| \| 21 \| 61,76% \| \| Muntenegreni \| Muntenegreni \| \| 12 \| 35,29% \| \| necunoscută \| necunoscută \| \| 0 \| 0% \| |              |  |    |        |
| Componența etnică conform recensământului din 2003 |              |  |    |        |
| |              |  |    |        |
| Sârbi | Sârbi        |  | 21 | 61,76% |
| Muntenegreni | Muntenegreni |  | 12 | 35,29% |
| necunoscută | necunoscută  |  | 0  | 0%     |